# Едвард Дансейні
Лорд Дансейні, повне ім'я Едвард Джон Мортон Дракс Планкетт, 18-й барон Дансені (англ. Edward John Moreton Drax Plunkett, 18th Baron of Dunsany, 1878-1957) — ірландський англомовний письменник (прозаїк, драматург, поет), один з основоположників жанру фентезі.

## Біографія
Представник стародавнього роду, який походить від данців, Едвард Планкетт народився в Лондоні в родині інженера. У дитинстві і юності він був ізольований від сучасного політичного і художнього життя — йому навіть не давали газет, щоб на очі не потрапила шлюборозлучна хроніка. Уява підлітка хвилювали казки братів Грімм і Андерсена, а з ірландськими оповідями він познайомився набагато пізніше, і вони, здається, не справили на нього враження. У приватній школі змушували читати Біблію; як багато пізніше згадував Дансені, «роками жоден стиль, крім біблійного, що не здавався мені натуральним, і я боявся, що ніколи не стану письменником, тому що ніхто інший цим стилем не користувався».
Дансейні продовжив навчання в Ітоні і Королівській військовій академії в Сандгерсті. У віці двадцяти одного року він утратив батька, успадкував титул і став володарем чималого статку, яке значно зменшилася під час Першої світової війни: тоді він став, за словами біографа, «надзвичайно багатий, як для поета, і досить бідний, як для пера».
Дансейні був справжнім аристократом, а в мистецтві — дилетантом: тим, для кого творчість залишається не більше ніж захопленням, нехай навіть і улюбленим. Він був кращим стрільцем Ірландії, прекрасним шахістом (зіграв внічию з чемпіоном світу Капабланкою, становив завдання для «Таймс» і придумав власний варіант асиметричних шахів), хорошим гравцем в крикет, відважним солдатом (брав участь у бурській війні 1899—1902 років, де дивом залишився живий, і в Першій світовій, де був поранений).
У 1901 році Дансейні повернувся з Африки в родовий замок, а три роки по тому одружився з Беатріс Чайлд Вільєрс, дочкою графа Джерсі; в 1906 році у них народився син Рендал.
До цього часу Дансейні опублікував за власний рахунок першу книгу — збірник мініатюр «Боги Пеґани» (1905). Ілюстратором став відомий графік Сідні Сайм (англ. Sidney Sime), який і згодом, протягом майже двадцяти років, ілюстрував книги Дансені. Більш того: багато розповідей створювалися як «підписи» або «розшифровки» малюнків Сайма. Книга мала певний успіх, так що всі інші твори письменника виходили вже в професійних видавництвах. Але головне, «Боги Пегани» стали чи не першим в європейських літературах досвідом створення «вторинного світу» — світу зі своєю космологією, міфологією, історією і географією. Міфологія Дансені справила величезний вплив на багатьох письменників, від Лавкрафта і Толкіна до Борхеса. А парадоксальний гумор Дансені, його холодна іронія і постійна гра з читацькими очікуваннями, такі помітні в двох «Книгах Чудес», відбилися і в сучасній іронічній фентезі, перш за все у творчості Ніла Геймана. У збірнику «Меч Веллерана» (1908) Дансейні, за словами критика-енциклопедиста Джона Клюта, «мало не одноосібно створив жанр "меча і магії"».
Світи Дансейні були б неможливі без пристрасті письменника до стародавніх мов і екзотичних назв. Етична проблематика в них практично відсутня: Дансені, як і багато письменників рубежу століть, цінував насамперед естетику, самоцінність прекрасного. Ось як він описував свій творчий процес:[джерело?]

«... І одного разу уява прийшла на виручку, і я створив богів; а потім довелося створити і людей, щоб ті поклонялися богам; а також і міста, де вони будуть жити, і королів, які будуть ними правити; але королям і містам потрібні імена, і великі, вагомі імена потрібні широким річкам, які — я бачив це — ночами течуть по королівствам.
Ймовірно, моя голова містить більше грецьких слів, ніж я зміг би перевести, а також — безліч імен старозавітних царів. Чимало Гораціанских од я вивчив раніше, ніж дізнався сенс хоч одного їхнього рядка. Вважаю, коли нам доводиться винаходити нове ім'я, Пам'ять, «Матір муз», що мешкає в коморах свідомості, на які ми помилково вішаємо табличку «забуте», сплітає незвичні стародавні склади і створює стільки імен, скільки знадобиться. Принаймні я не раз виявляв подобу слова, що здавався породженням чистого натхнення, і колись знайомого імені.
Винаходити імена мені найлегше — за вирахуванням, мабуть, створення міфів. Ось деякі з моїх улюбленців: Сардалтіон, Тадденбларна, Цтадель богів, і Пердондаріс, славетне місто.
Ось яке враження на мене справляють класики. Хто-небудь скаже чи я десь прочитаю: «як мовив такий-то перед стінами такими-то», — і, оскільки моє знайомство з класиками досить поверхове, слова ці викличуть одне лише здивування, частку якого я і намагаюся передати читачам, коли немов би ненавмисно, побіжно згадую якусь битву або повість, провідну всім в королівствах по ту сторону заходу і в містах, що побудовані із сутінків, де доводилося бувати мені одному...»

Не менш важливий, ніж розповіді 1900-1910-х років, і роман «Дочка короля Ельфландії» (1924) — класична книга про землі, що перебувають на межі «відомих нам полів», що стала зразком для Гоуп Мірліз, Ніла Геймана, Сюзанна Кларк і багатьох інших письменників. Дансені фінансово підтримував починання «ірландського відродження» — і так познайомився з поетом Вільямом Батлером Єйтсом, який відразу визнав геній Дансені, склав невеличку збірку його вибраних творів і змусив написати першу п'єсу «Сяючі Ворота». Драматичні твори Дансейні користувалися величезним успіхом в Англії та Америці (на Бродвеї одночасно йшло відразу п'ять постановок його творів), привернули увагу і до його оповідань, які раніше виходили тиражами в кілька сотень примірників. Згодом відносини двох великих письменників погіршилися: Дансені був категорично проти незалежності Ірландії (його навіть поранили під час Великоднього повстання сепаратистів 1916 року) і відмовлявся підпорядковувати свою творчість національним питанням. Уже в незалежній Ірландії Єйтс запропонував Дансені лише статус кандидата в члени національної Академії Мистецтв. Той, звичайно, відмовився, але все-таки був прийнятий в Академію кілька років по тому, коли перейшов до реалістичної прози на ірландському матеріалі.
З пізнього творчості Дансейні найбільш відомий цикл оповідань про Джозефа Джоркенса: огрядний завсідник клубів, завжди готовий розповісти неймовірну історію про свої подорожі в усіх частинах світу, породив цілий жанр фантастичного «клубного оповідання» (Артур Кларк, Спайдер Робінсон і багато іншого).
У 1930-і роки Дансейні залишив родовий замок на піклування сина і остаточно переселився в Англію, в графство Кент — недалеко від свого друга Редьярда Кіплінга; Ірландію він відвідував нечасто. У 1940 році Дансені прийняв пост професора англійської мови і літератури в Афінському університеті, але незабаром змушений був евакуюватися до Британії і записався в загін місцевої самооборони. Кентське село Шорхем, де Дансейні провів майже всю війну, постраждала від бомбардувань більше, ніж будь-яке інше в країні.
Наприкінці 1940-х-1950-ті роки вийшло кілька нових прозових книг Дансені, він активно працював на радіо і телебаченні, здійснював лекційні турне по Європі і США, однак перебував на периферії літературного життя. 27 жовтня 1957 року Дансені помер після нападу апендициту.